# いつも心に太陽新聞!!
『いつも心に太陽新聞!!』（いつもこころにたいようしんぶん）は、師走冬子による日本の4コマ漫画作品。

## 概要
芳文社の雑誌『まんがタイムナチュラル』（不定期刊、2003年廃刊）で2001年4月号から2003年10月号（最終号）まで連載されていた。その後、1年半以上にわたる中断期間を経て、同社の雑誌『まんがタイムスペシャル』（月刊）2005年6月号から連載が再開され、2006年4月号まで連載された。
当初、本作品が連載されていた『まんがタイムナチュラル』は、『まんがホーム』の増刊扱いで2～4ヶ月に1回のペースで不定期に刊行されていたが、2003年10月号を最後に事実上の廃刊。休刊の告知は無く数ヵ月後に『まんがタイムナチュラル』で連載されていた一部の作品が芳文社の他誌に移籍しているが、本作品は終了の扱いとなっている。
2004年3月には、著者の公式サイトの日記においても、本作品は既に終了したものとする記述がみられた。連載終了から約1年4ヶ月を経た2005年1月、『まんがタイムジャンボ』2005年2月号に『あおいちゃんとヤマトくん』との2本立てで本作品がゲスト掲載され、内容は、改めて登場人物の設定等を読者に紹介するような構成となっていた。
同年4月には前号まで『スーパーメイドちるみさん』が連載されていた『まんがタイムスペシャル』2005年6月号において連載が再開された。連載終了から1年半以上を経て再開された。作品としては完結した形ではなく、単行本あとがきにも著者自身が「いつかひょっこり帰って来るかも」と記している。

## 作品概要
太陽新聞の広告所（広告作成専業の部署）に勤める3名の女性社員、こばと、桜木、浅葱を中心に、恋や駄洒落や爬虫類や中年男性萌えや写植や血まみれの竹刀や……と、様々に妙な出来事が起こる日常が描かれる。

## 主な登場人物
高山こばと（たかやま こばと）
太陽新聞広告所の広告版下製作担当。
血液型はB型。生まれ星座はさそり座。マイペースな性格で、ぼーっとしていることも多い。カーキ色のロングヘアーを二つ結びにしている。化粧はほとんどせず、勤務時の服装もいつも普段着。
年上で大人の包容力のある男性が好みで、雪谷社長のことが好き。電話に出た社長の「低くて優しい声が忘れられない」とのことだったが、その電話の声は実は萌葱だった。反対に年下は嫌いで、萌葱に好かれているが、迷惑がっている。
動物全般が好きで、動物関係の写真入り広告を扱う際には気合が入る。中でもヘビやトカゲなどの爬虫類が特に好きらしく、「世界の白ヘビ展」に行ったりもする。萌葱がデートに誘っても通常は断るが、動物園に誘った際にはOKした（但し、ゴキブリは苦手らしい）。
いわゆるオヤジギャグ（駄洒落）を聞いたことがなかったため、「猫が寝込んだ」の類の洒落でも大笑いしてしまう。
寒がり。髪を伸ばしているのは、冬場にマフラー代わりにするため。
従妹のすずめは、身長はこばとの3分の1だが、顔は全く同じで見分けがつかない。動物好きという嗜好も同じ。父親の名前は隼（はやぶさ）、母親の名前はつばめ、叔母に当たるすずめの母親（つばめの妹）はひばり、母の兄の息子（こばとの従兄）はつぐみと、親族はみんな鳥の名前がついており、口が描かれたことがない。
桜木優（さくらぎ ゆう）
太陽新聞広告所の広告版下製作担当チーフ。こばとの先輩。
モスグリーンのロングヘアー。特にまとめてはいない。勤務時はキャリアウーマン風のタイトなスーツ姿が多い。
3人の中では身長が最も高く、有能なキャリアウーマンっぽく見えるため、男性にとっては近寄りがたい雰囲気をまとっている。
彼氏はいないが、既にそれなりの年齢らしい（正確に何歳なのかは明かされていない）ので、お見合いパーティーに参加したりなど、常に男性と知り合う機会を窺っている。
雪谷浅葱（ゆきや あさぎ）
太陽新聞広告所の経理担当。
生まれ星座はみずがめ座。淡いライム色のショートヘアーに赤いカチューシャを着けている。勤務時はスーツにネクタイ姿。
本作品で恐らく最強の人物。悪漢6名に囲まれても、難なくいなすことができる。過去には暴走族の頭（ヘッド）であったらしく、現在もその影響力は残っているらしい。犬や猫は、浅葱を見た途端に腹を見せる。
普段は明るい性格でニコニコしているが、しばしば毒のある発言をする。
学生時代に“愛用”していた、血痕だらけの竹刀を持っている。また、痴漢を撃退する時は返り血を浴びるほどのことを今でもやっているらしい。
雪谷萌葱（ゆきや もえぎ）（※回によっては「萠葱」と表記されていることがある）
浅葱の弟。雪谷写植店勤務。血液型はB型。
こばとのことが好きでいつも一生懸命にアタックしているが、なかなか報われない。天然で明るい性格ゆえ余り気にしていない模様。よく迷子になる。
所長
太陽新聞広告所の所長。
オヤジギャグをよく発したり、所員が残業しているのに横で遊んだりなど、時と場所を考えない。所員にはいつも冷たく扱われている。
太陽新聞の占い欄に「真理の占師・アンドロメダ☆星子」の名で星占いを書いているが、占いの内容はいい加減。仕事面ではやり手らしい。
雪谷（ゆきや）社長
雪谷写植店の社長。浅葱と萌葱の父親。
温和で優しい性格。こばとに好かれているが、気付いていない模様。
ラーメンは細め、女性はふくよかな方が好みらしい。若い頃は、浅葱を超えるほどのワルだったらしい。
小暮映子（こぐれ えいこ）
太陽新聞本社の記者。
広告所を訪れた際に、萌葱と偶然会って一目惚れ。その後は萌葱に会うために、しばしば広告所に現れる。
仕事の邪魔になるので、広告所勤務の3人には嫌われている。

## 書誌情報

### 掲載誌
すべて芳文社刊。
- 『まんがタイムナチュラル』（不定期刊、2003年廃刊） 2001年1月号から2003年10月号（最終号）まで毎号掲載。
- 『まんがタイムジャンボ』（月刊） 2005年2月号にゲスト掲載。
- 『まんがタイムスペシャル』（月刊） 2005年6月号から2006年4月号まで毎号掲載。

### 単行本
芳文社より「まんがタイムコミックス」として刊行されている。全1巻。単行本ではタイトル末尾の感嘆符が外され『いつも心に太陽新聞』となっている。また、『まんがタイムジャンボ』のゲスト掲載分は収録されていない。
1. 2006年5月8日発売 ISBN 4-8322-6461-3